# Эламо-дравидийские языки
Эламо-дравидийские языки — гипотетическая языковая семья, включавшая в себя современные дравидийские языки Индии и Пакистана, и вымерший эламский язык древнего Элама, ареал которого находился на юго-западе Ирана.
Эта гипотеза впервые была высказана ещё в 1856 г. Р. Калдвелом, в дальнейшем вопрос об эламо-дравидийском родстве затрагивался Г. Хюзингом, Ф. Борком, Х. Педерсеном, И. М. Дьяконовым и др. Обстоятельно эта гипотеза была изучена в 70-80 е гг. XX в. Д. У. Макалпином. В 1992 г. В. Блажек высказал альтернативную гипотезу о родстве эламского с афразийскими языками и даже о вхождении эламского в афразийскую макросемью. Некоторые учёные предполагают, что вдобавок к эламскому и дравидийскому языкам, частью эламо-дравидийской языковой семьи также являлся хараппский язык Индской цивилизации.
Эламо-дравидийская гипотеза была подробно рассмотрены Г. С. Старостиным (2002), который показал, что, во-первых, большинство эламо-дравидийских соответствий являются общими с другими семьями ностратической макросемьи, а во-вторых, — что число возможных лексических параллелей между эламским и афразийскими, с одной стороны, и эламским и ностратическими, с другой, примерно равно. По мнению Старостина, это может свидетельствовать в пользу того, что эламский язык является в некотором смысле мостом между двумя этими макросемьями, которые в конечном итоге могут образовывать макросемью ещё более высокого уровня, объединяющую предположительно большинство языковых семей Евразии.